# Schiefergrauer Ameisenwürger
Der Schiefergraue Ameisenwürger, jetzt Schieferameisenwürger  (Thamnophilus schistaceus) zählt innerhalb der Familie der Ameisenvögel (Thamnophilidae) zur Gattung der Thamnophilus.
Die Art kommt in Bolivien, Brasilien, Ecuador, Kolumbien und Peru vor.
Das Verbreitungsgebiet umfasst feuchten tropischen oder subtropischen Wald und Sumpfland bis 800 oder bis 1100 m Höhe, relativ häufig im Terra Firme im Amazonasbecken.
Der lateinische Artzusatz kommt von lateinisch schistaceus ‚schiefergrau‘.

## Merkmale
Der Vogel ist 13–14 cm groß und wiegt zwischen 19 und 21 g. Das Männchen ist grau, auf der Oberseite etwas dunkler, Flügel und Flügeldecken sind bräunlich mit grauen Rändern, die Iris ist rötlich-braun. Das Weibchen hat eine rotbraune Kappe, die Oberseite ist gelblich bis olivbraun, die Unterseite heller. Jungvögel ähneln dem Weibchen, die Unterseite kann aber zimtfarben, olivgelb oder blassbraun mit gelblichen Flanken sein. Es finden sich jeweils keine Flecken auf den Flügeldecken.

## Geografische Variation
Es werden folgende Unterarten anerkannt:
- T. s. capitalis P. L. Sclater, 1858 – östliche Andenausläufer im Südosten Kolumbiens, im Osten Ecuadors und Nordosten Perus
- T. s. schistaceus D’Orbigny, 1837, Nominatform – Osten Perus, Norden Boliviens und Amazonasbecken in Brasilien
- T. s. heterogynus (Hellmayr, 1907) – Osten Kolumbiens und Amazonasbecken in Brasilien

## Stimme
Der Ruf wird als langsame nasale, auf der letzten Doppelnote betonte Tonfolge beschrieben "anh anh anh AH-ANH".

## Lebensweise
Die Nahrung besteht hauptsächlich aus Insekten und Gliederfüßern, die allein oder als Paar, seltener in gemischten Jagdgemeinschaften bevorzugt in 5–10 m Höhe gesucht werden, gerne in Ranken und Lianen in Stammnähe.
Über die Brutzeit ist nur wenig bekannt.

## Gefährdungssituation
Der Bestand gilt als nicht gefährdet (Least Concern).